# The Best of Skaner
The Best of Skaner – siódmy album zespołu Skaner wydany w firmie fonograficznej Green Star. Płyta zawiera 14 największych przebojów tego zespołu, mix '99 oraz utwór "Wakacyjny romans", który stał się hitem wakacji 1999. Jest to pierwsza część największych hitów zespołu Skaner. Do piosenek: SKANER MIX 1999, Gwiezdny pył '99, Don Juan '99 i Wakacyjny romans nakręcono teledyski.

## Lista utworów
1. "Skaner Mix 1999"
2. "Wakacyjny romans"
3. "Kino, kino '99"
4. "Don Juan '99"
5. "Moja wolność"
6. "Africa"
7. "Pociąg do gwiazd"
8. "Gwiezdny pył '99"
9. "Lato w Kołobrzegu"
10. "American Boy"
11. "Letnie uczucie"
12. "Wracaj do mego świata"
13. "Koszykówka"
14. "Żołnierz"
15. "Nadzieja '99"
16. "Goodbye"